# 18 Андромеды
18 Андромеды (лат. 18 Andromedae, HD 222304) — одиночная звезда в созвездии Андромеды на расстоянии приблизительно 413 световых лет (около 127 парсеков) от Солнца. Видимая звёздная величина звезды — +5,35m.

## Характеристики
18 Андромеды — бело-голубая Be-звезда спектрального класса B9Ve. Масса — около 3,09 солнечных, радиус — около 3,04 солнечных, светимость — около 146,6 солнечных. Эффективная температура — около 10423 K.